# Света Богородица (Волино)
„Света Богородица“ (на македонска литературна норма: „Света Богородица“) е възрожденска църква в охридското село Волино, Северна Македония. Църквата е част от Охридското архиерейско наместничество на Дебърско-Кичевската епархия на Македонската православна църква – Охридска архиепископия.
Църквата е гробищен храм, разположен югоизточно от селото. Изградена е в 1900 година. Представлява еднокорабна сграда с трансепт. Трите апсиди (от източната, южната и северната стана) са петстранни. Иконите са изработени от зографите Кръстьо Николов и сина му Рафаил Кръстев от Лазарополе. Църквата е цялостно изписана в 1942 година.